# Terugkeer van het strand
Terugkeer van het strand is een schilderij van de Nederlandse kunstschilder Philip Sadée, geschilderd rond 1878, olieverf op doek, 50 x 40 centimeter groot. Het toont een moeder en haar dochter die op weg naar huis zijn van vanaf het strand. Het werk bevindt zich in particuliere collectie.

## Context
Sadée had een klassieke schildersopleiding gevolgd, waarbij hij vaak schilderijen moest bestuderen en deze vervolgens uit zijn herinnering kopieerde. Dit leidde er ook later nog toe dat hij zijn werken, veelal strandscènes met figuren, altijd met een grote exactheid tot in kleinste detail zou uitwerken. Zijn talent bestond erin dat hij dit niet heeft geleid tot statische of houterige taferelen, maar dat zijn werken een grote levendigheid behielden. Terugkeer van het strand is hiervan een typerend voorbeeld.
Rond dezelfde periode schilderde hij overigens nog een aantal sterk overeenkomstige versies van dit werk. Van deze varianten zijn diverse voorstudies bekend, die hij later uitwerkte in zijn atelier, zonder verder nog modellen te gebruiken.

## Afbeelding
Terugkeer van het strand toont een moeder met een dochter, die terugkeren van het Scheveningse strand, waarschijnlijk van de visafslag. Het schilderij blinkt uit door eenvoud, een streven waarin de invloed van de door Sadée bewonderde School van Barbizon herkenbaar is. De lichte toonzetting en egale weergave van de lucht en strand versterken die eenvoud eens te meer. In het gedempte kleurenpalet is Sadée's verwantschap met de Haagse School te herkennen, waarbinnen hij met zijn tekenachtige stijl een unieke plaats innam. Kleding, manden maar ook de gezichtsuitdrukkingen zijn voor Haagse School-begrippen met bijzondere precisie weergegeven, met duidelijke belijningen. Uit de afbeelding van de personen spreekt zijn grote empathie voor het Scheveningse vissersvolk en zijn vermogen om karakters uit te beelden. De atmosfeer van het alledaagse tafereel wordt maximaal geëvenaard.

## Andere versies

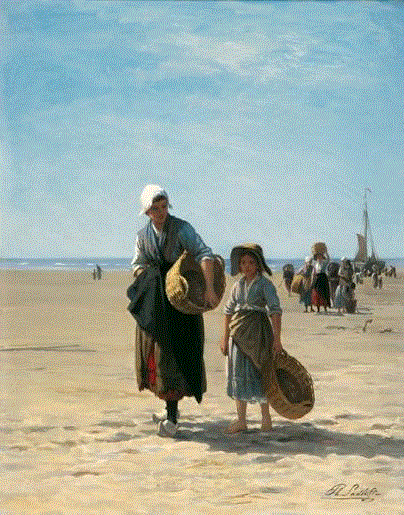
Scheveningse vissersvrouwen
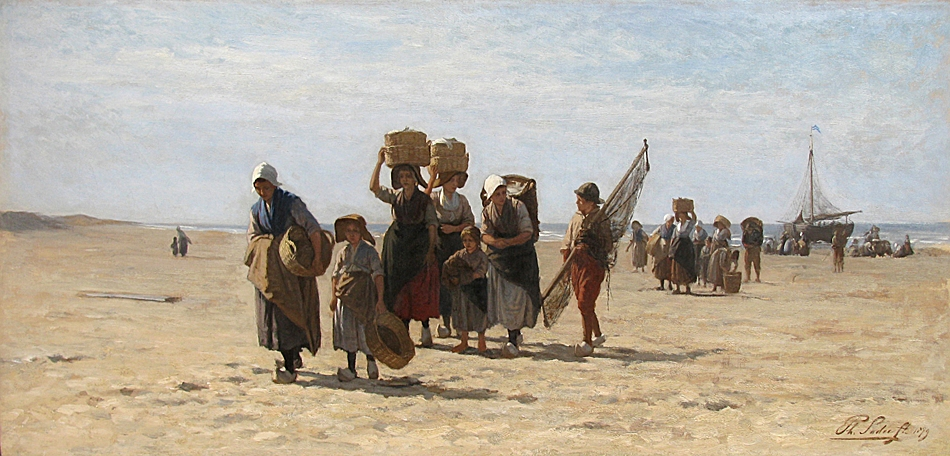
Op weg naar huis